# Salinas de Trápani
Las Salinas de Trapani (Riserva naturale orientata Saline di Trapani e Paceco) son una reserva natural regional de Sicilia establecida en el 1995, que ocupa una extensión de casi 1000 hectáreas en el territorio de las localidades de Trapani y Paceco.
La reserva, en el interior de la cual todavía se realiza la antigua actividad de extracción de hsal, es una importante zona húmeda que ofrece reparo a numerosas de aves migratorias. Está gestionado por el WWF Italia.

## Historia

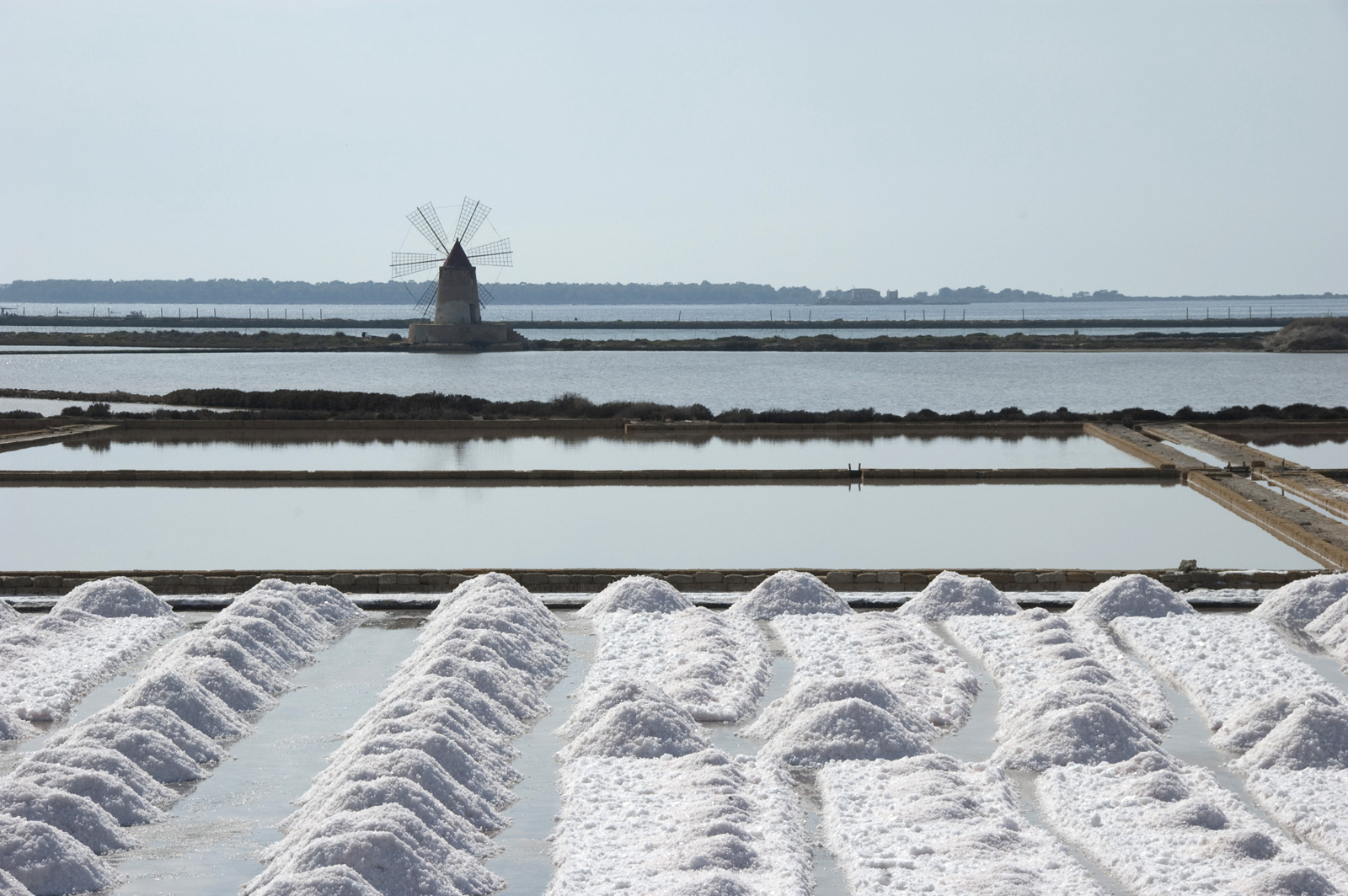
La recogida del sal

El geógrafo árabe al-Idrīsī documenta la presencia de las salinas (de origen fenicia) ya en el periodo de la dominación normanda en Sicilia. Bajo el reinado de Federico de Suabia fue instituido el monopolio de Estado de la producción de sal, que continuó durante la dominación angevina. Durante la dominación de los aragoneses se volvió a instituir la propiedad privada, sin embargo fue bajo la corona española que la actividad de producción de sal alcanzó su esplendor, transformando el puerto de Trapani en el más importante centro europeo de comercio de este precioso elemento. Las salinas de Trapani llegaban hasta las islas del Stagnone.
Después  de la Unificación de Italia en 1861 estas salinas no fueron nacionalizadas, y fueron las únicas en superar el monopolio de las salas aparte del Estado, exportándolo en diversos países. Después la Primera Guerra Mundial con la competencia de las salinas industrializadas de Cagliari empezó la decadencia de las salinas trapanesas, acentuado por el estallido de la Segunda Guerra Mundial y de la competencia extranjera con la sal gema. Muchas de las salinas fueron dismesse o abandonadas.
Quedan los característicos molinos a viento, utilizados en aquel tiempo, para una doble función: algunos para la molienda de la sal, otros para el bombeo del agua salada de una bañera a otra.
Pero después la institución de la Reserva, en 1995, se está asistido a una nueva puja de las actividades productivas y a la terminación del sal, aparte de la "Sosalt", que es el principal productor, con la aprobación de intervenciones de restauración y recuperación de las instalaciones abandonadas. La sal de Trapani está hoy insertada en el elenco de los Productos tradicionales sicilianos reconocidos por el Ministerio de las políticas agrícolas, alimenticias y forestales, que en abril de 2011  tiene también reconocido la IGP con la denominación "Sal marino de Trapani".
En 2011 las salinas de Trapani han obtenido el reconocimiento de zona umida Ramsar.

## Territorio

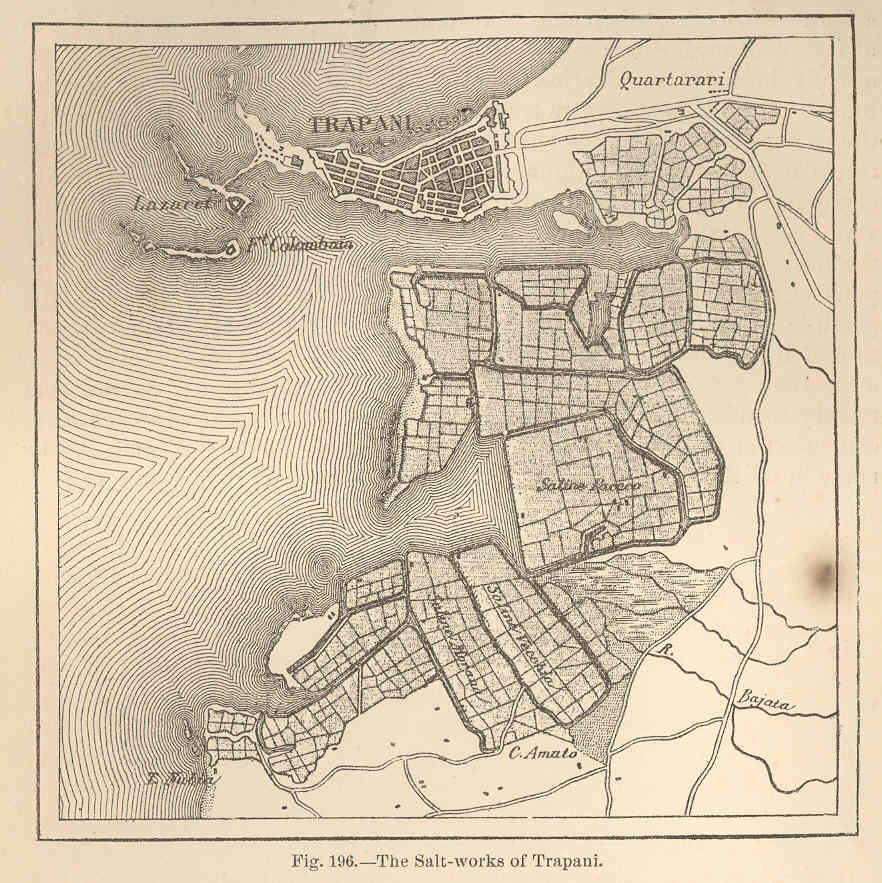
Mapa de las salinas a finas '800

Gran parte de la Reserva está constituido de salinas de propiedad privada, en la cual es practicada la extracción de la sal según las técnicas tradicionales en uso de siglos. De notable impacto paesaggistico la presencia de numerosos molinos a viento utilizado para pompare el agua entre los embalses.

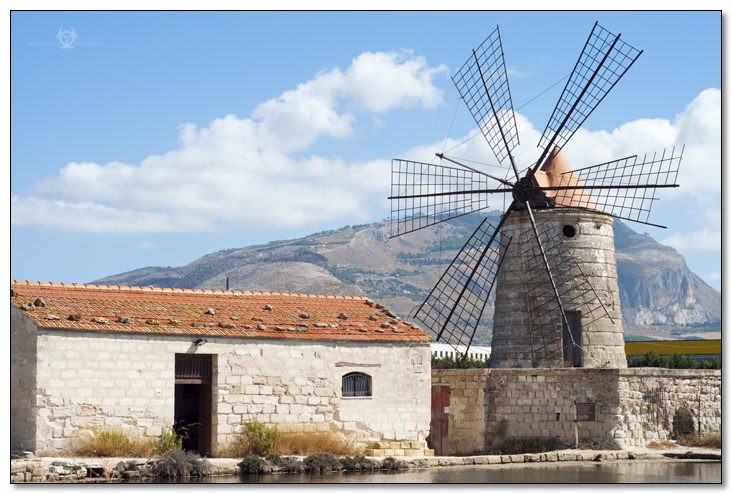
El molino a viento Maria Estrella, sede del centro reconocimientos de la reserva

## Estructuras de acogida
Cerca del Molino Maria Estrella, sobre la calle provincial n.21 Taladros-Marsala, en fracción Nubia, es activo un centro de acogida para los visitantes, abierto en el periodo estivo todos los días excepto el domingo, ove es disponible material informativo (guide, mapas) sobre la Reserva. Es posible reservar reconocimientos conducidos cogiendo contacto con el ente gestore.

## Note
1. ↑  Elenco ufficiale delle aree protette (EUAP) 6º Aggiornamento approvato il 27 aprile 2010 e pubblicato nel Supplemento ordinario n. 115 alla Gazzetta Ufficiale n. 125 del 31 maggio 2010.
2. ↑   http://www.trapaniwelcome.it/per-il-turista-219-Las_Salinas_de_Trapani_y_Paceco-localita-Trapani-es.html
3. ↑  Gazzetta Ufficiale n. 163 del 15 luglio 2011 - Ministero delle politiche agricole alimentari e forestali
4. ↑  D.M. 4 aprile 2011, Dichiarazione di importanza internazionale della zona umida denominata "Saline di Trapani e Paceco", Ministero dell'ambiente

- Datos: Q490208
- Multimedia: Nature reserve of Trapani and Paceco salt ponds / Q490208